# 워싱턴 콜리시엄
워싱턴 콜리시엄(영어: Washington Coliseum)는 미국 워싱턴 D.C.에 위치한 실내 경기장이다. 과거 BAA/NBA 워싱턴 캐피털스와 ABA 워싱턴 캡스 그리고 AHL 워싱턴 라이온즈의 홈경기장으로 사용했다.